# Tức (nước)
Tức (tiếng Trung: 息; bính âm: Xī) là một nước chư hầu của nhà Thương và nhà Chu trong lịch sử Trung Quốc. Nước Tức do các thành viên của gia tộc họ Cơ (姬) cai trị. Vào một khoảng thời gian nào đó giữa năm 684 TCN và 680 TCN, Tức bị Sở Văn Vương của nước Sở tiêu diệt và đất Tức cũ trở thành một huyện của Sở.
Năm 712 TCN, Tức cử quân thảo phạt Trịnh. Đương thời, Trịnh Trang công nhiều lần tấn công các nước lớn như Tống hay Vệ, quân đội đang có sức mạnh hoàng kim. Đánh giá quyết định tấn công của Tức, người đời phê bình Tức không biết tự lượng mình, một số học giả tin rằng vào thời điểm đó Tức dám đơn độc thảo phạt Trịnh nên khả năng quân sự của Tức có lẽ là khá mạnh
Năm 684 TCN, Tức hầu và Sái Ai hầu đều sang nước Trần. Khi trở về, phu nhân nước Tức là Tức Quy (息媯) đi qua nước Sái. Sái Ai hầu thất lễ với phu nhân nước Tức khiến Tức hầu nổi giận. Tức hầu bèn nói với Sở Văn Vương rằng hãy giả vờ đánh Tức, Tức sẽ cầu cứu Sái, nhân đó quân Sở có thể đánh được nước Sái và làm nhục Sái Ai hầu. Sở Văn vương đồng ý, bèn mang quân đánh Tức. Tức hầu cầu cứu Sái Ai hầu. Sái Ai hầu mang quân cứu nước Tức, không chống nổi quân Sở, liền bị Sở Văn Vương bắt sống.
Sái Ai hầu căm thù Tức hầu, trước mặt Sở Văn Vương đã tán tụng sắc đẹp của Tức Quy. Sở Văn Vương ham sắc Tức phu nhân, bèn mang quân đánh diệt nước Tức, lấy Tức Quy làm vợ. Hai người con bà sinh ra sau đó trở thành các vua nước Sở là Đổ Ngao (堵敖) và Sở Thành Vương. Sở Văn Vương sủng ái Tức Quy và vào năm 680 TCN, đã theo ý bà thảo phạt nước Sái. Sở Văn Vương sau đó đã lập các huyện Thân và Tức tại đất cũ của hai nước Thân (申) và Tức trước đây.
Vào lúc Sở tranh giành quyền bá chủ thời Xuân Thu, Tức huyện đóng một vai trò trọng yếu. Trong trận Thành Bộc, lệnh doãn Thành Đắc Thần (成得臣) tuy không nắm đại quân song chỉ huy một đội quân nhỏ bao gồm lính từ Thân huyện và Tức huyện. Kết quả, khi Thành Đắc Thần thua trận, Sở Thành Vương nói "Nếu ngươi hồi quốc, phụ lão lưỡng huyện Thân Tức sẽ làm gì ngươi?"
Năm 585 TCN, nước Tấn thảo phạt Sái. Sở cử binh lực từ hai huyện Tức và Thân đến cứu Sái. Tướng lĩnh Tấn nhận thấy rằng nếu như họ có thắng trận thì đó cũng chỉ là chiến thắng trước hai huyện của Sở chứ không phải là thắng Sở, còn nếu chẳng may thất bại thì sẽ là một sỉ nhục, do vậy đã chủ động triệt thoái. Cố Kiết Cương (顾颉刚) đã chỉ ra rằng hai huyện Tức và Thân đủ binh lực và đủ mạnh để đối phó với quân Tấn, điều này cho thấy rõ ràng rằng hai huyện này đều giàu có và đông dân.